# John Layfield (worstelaar)
John Charles Layfield (Sweetwater (Texas), 29 november 1966), beter bekend als John "Bradshaw" Layfield (JBL), is een Amerikaans voormalig professioneel worstelaar, commentator en ondernemer, die als worstelaar bekend was in World Wrestling Entertainment (WWE). Hij is een voormalig WWE World Heavyweight Champion, maar boekte zijn grootste succesen als tag teamworstelaar en meer bepaald als lid van The APA met vaste partner Faarooq. 
Layfield is sinds 2006 commentator – toen nog parttime – bij worstelwedstrijden van de WWE, alhoewel hij dat sinds 2016 op infrequente basis doet. Hij bemachtigde zijn enige WWE Championship  tegen Eddie Guerrero op 27 juni 2004, met name bij het evenement The Great American Bash. Hij was de 20ste Triple Crown Champion in de geschiedenis van de federatie. Layfield was in 2008 oprichter van "Layfield Energy Inc.", een bedrijf dat energiedrank produceert.
Hij is sinds 2005 gehuwd met Meredith Whitney, een Amerikaanse zakenvrouw. 

## Carrière
John "Bradshaw" Layfield was actief tussen 1992 en 2009. Hij doorliep medio jaren '90 een opleiding in 'Ohio Valley Wrestling', een opleidingscentrum van WWE. Layfield was eerst actief als "Johnny Hawk", waarna hij lange tijd de ringnaam "Justin Bradshaw" of kortweg "Bradshaw" aannam. Hij was in de beginjaren van zijn carrière lid van het tag team "The New Blackjacks" met Barry Windham als eerbetoon aan The Blackjacks, die in 2006 werden opgenomen in de WWE Hall of Fame. Het personage "Justin Bradshaw" - bijgenaamd "Hawk" - was oorspronkelijk een cowboy, maar hij veranderde zijn gimmick in 2004 naar dat van een oliemagnaat vergelijkbaar met het personage J.R. Ewing uit de televisieserie Dallas. 
Layfield staat in de geschiedenisboeken als eeuwige recordhouder van het opgedoekte WWE Hardcore Championship, dat hij 17 keer veroverde. Hij won in totaal 24 kampioenschappen in WWF/E, waarvan dus 17 keer eerstgenoemde. Layfield won één keer het WWE Intercontinental Championship en één keer het WWE United States Championship. Hij veroverde 3 keer het WWE World Tag Team Championship met Faarooq als Acolytes Protection Agency (The APA), dat bestond van 1998 tot 2002 en twee jaar onderdeel was van het "duivelse" Ministry of Darkness. In het voorjaar van 2005 was Layfield te zien in een verhaallijn met John Cena, waarvan een "I Quit" match om het WWE Championship bij het evenement Judgment Day een legendarische status geniet. 
Op 6 april 2009 heeft Layfield zijn pensioen aangekondigd als professioneel worstelaar na jarenlang blessureleed. Een week later maakte hij bekend als commentator te gaan werken voor een pas opgestarte MMA organisatie, de Vyper Fight League. Layfield verklaarde dat zijn vervroegd pensioen er kwam omdat hij af te rekenen kreeg met te veel fysiek leed op een te korte termijn. Layfield was aan de slag als commentator bij worstelwedstrijden van de WWE sinds 2006 en vanaf 2012 op permanente basis. Layfield wordt meestal geflankeerd door Michael Cole en Booker T, maar vervult de rol tegenwoordig steeds minder. 
Layfield komt tegenwoordig vaker in de media als ondernemer en politiek en/of economisch analist. Hij laat regelmatig zijn licht schijnen op de Amerikaanse economische stand van zaken. Hij was terugkerend panellid voor The Cost of Freedom, een economisch programma van nieuwszender Fox News. Hij bracht ook een bestseller uit over financiële planning met de naam Have More Money Now. Daarnaast presenteerde Layfield een radio-praatprogramma, waarin hij voornamelijk conservatieve politieke opvattingen tot uitdrukking bracht.

## In worstelen
- Afwerking bewegingen
  - Clothesline From Hell

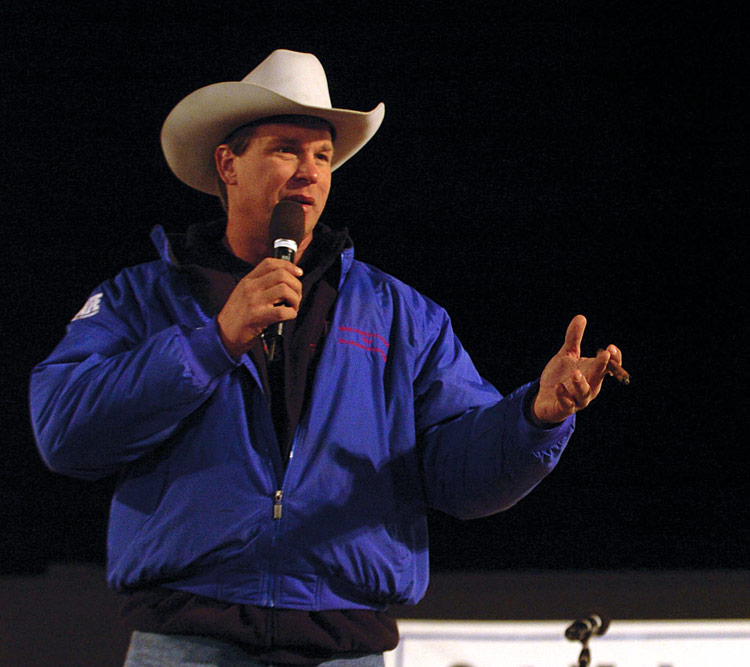
John "Bradshaw" Layfield in 2009

  - Standing release powerbomb (1998–2005)

- Kenmerkende bewegingen
  - Backbreaker rack
  - Bear hug
  - Big boot
  - Eye poke
  - Flowing DDT
  - Forearm club to the opponent's back
  - Last Call
  - Multiple elbow drops
  - Russian legsweep
  - Short–arm clothesline
  - Sleeper hold
  - Swinging neckbreaker

- Managers
  - Uncle Zebekiah
  - Skandor Akbar
  - The Jackyl
  - Jacqueline
  - Amy Weber
  - Jillian Hall

- Bijnamen
  - "The Wrestling God"
  - "The Longhorn Loudmouth"
  - "The True American Hero"
  - "The Self–Made Millionaire"

## Erelijst
- Catch Wrestling Association
  - CWA World Tag Team Championship (1 keer met Cannonball Grizzly)

- Global Wrestling Federation
  - GWF Tag Team Championship (2 keer; 1x met Bobby Duncum Jr. en 1x met Black Bart)

- Memphis Championship Wrestling
  - MCW Tag Team Championship (1 keer met Faarooq)

- NWA Texas
  - NWA North American Heavyweight Championship (1 keer)

- Ohio Valley Wrestling
  - OVW Southern Tag Team Championship (1 keer met Ron Simmons)

- World Wrestling Federation / World Wrestling Entertainment
  - WWF European Championship (1 keer)
  - WWF Tag Team Championship (3 keer met Faarooq)
  - WWE Championship (1 keer)
  - WWF/WWE Hardcore Championship (17 keer)
  - WWE United States Championship (1 keer)
  - WWE Intercontinental Championship (1 keer)
  - Triple Crown Championship (20ste)